# الجامعة الوطنية للطب الطبيعي
الجامعة الوطنية للطب الطبيعي (بالإنجليزية: National University of Natural Medicine)‏ هي جامعة خاصة للطب الطبيعي والطب الصيني التقليدي تقع في بورتلاند أوريغون. تضم المدرسة ما يقرب من 553 طالباً.

## تاريخ
تعد الجامعة الوطنية للطب الطبيعي أقدم كلية طب طبيعية معتمدة برمجياً في أمريكا الشمالية. بدأت في أوائل الخمسينيات من القرن الماضي، استجابة لإنهاء برنامج العلاج الطبيعي في كلية العلاج بتقويم العمود الفقري في الدول الغربية. خطط أعضاء المهنة من أوريغون وواشنطن وكولومبيا البريطانية لتأسيس المدرسة، وفي مايو 1956، نفذ تشارلز ستون ودبليو مارتن بليثينج وفرانك سبولدينج مواد التأسيس للكلية الوطنية للطب الطبيعي في بورتلاند، أوريغون.
بحلول عام 1995، بدأت الكلية مفاوضات لشراء موقعها الحالي في وسط مدينة بورتلاند. تم نقل الفصول إلى هذا الحرم الجامعي في سبتمبر 1996 وتم إيواء التعليم السريري في عيادتين (مركز الصحة الطبيعي وعيادة بيتي جروف). تم بناء المبنى التاريخي الذي كان بمثابة الحرم الجامعي الرئيسي للجامعة الوطنية للطب الطبيعي منذ عام 1996 في عام 1912 كمدرسة ابتدائية تسمى Failing School (تكريماً لرئيس البلدية السابق Josiah Failing) ومن عام 1961 حتى التسعينيات كان حرماََ جامعياََ لكلية بورتلاند المجتمعية. في عام 2009، تم دمج هذه العيادات في موقع واحد في الحرم الجامعي، عيادة الكلية الوطنية.

## أكاديميون

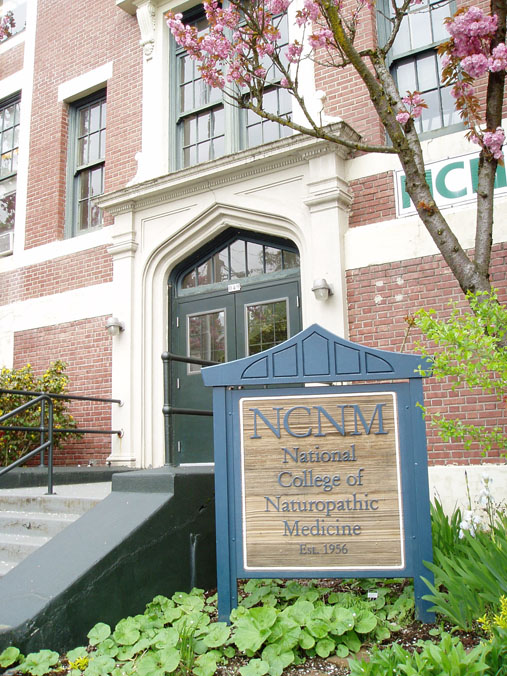
مدخل المبنى في أبريل 2006

يوجد في الجامعة الوطنية للطب الطبيعي أربع كليات/ مدارس: كلية الطب الطبيعي، كلية الطب الصيني التقليدي، كلية الدراسات العليا، وكلية الدراسات الجامعية والدراسات بدوام جزئي. يقدم ثمانية برامج للحصول على درجة الدراسات العليا المهنية: دكتور في الطب الطبيعي، ودكتوراه في الطب الشرقي، وماجستير العلوم في أبحاث الطب التكاملي، وماجستير العلوم في الطب الشرقي، وماجستير العلوم في التغذية، ماجستير العلوم في الصحة العالمية، ماجستير العلوم في الأيورفيدا، وماجستير العلوم في الصحة العقلية التكاملية.

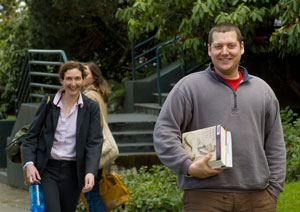
الطلاب في الحرم الجامعي

تشمل برامج البكالوريوس التغذية وعلوم الصحة التكاملية والعلاجات التكاملية. تشمل هذه البرامج التحضير والممارسة السريرية في الشمولية.
تقدم كلية الدراسات العليا درجة الماجستير في العلوم لمدة عامين في أبحاث الطب التكاملي، وهو برنامج للطلاب المهتمين بالطب التكميلي والبديل. برنامج ماجستير العلوم في الطب الشرقي هو برنامج مدته أربع سنوات في الأسس التقليدية للطب الصيني. يتلقى الطلاب تدريباً في العلاج بالأعشاب، والوخز بالإبر، والكي، وهيكل الجسم الآسيوي، والتشي غونغ، والتغذية. ماجستير في الوخز بالإبر هو برنامج مدته ثلاث سنوات يركز على الوخز بالإبر التقليدية والكي، ويوفر دورة دراسية أقصر، مع نظرية أقل وتعليمات عشبية.
الجامعة الوطنية للطب الطبيعي عضو في الرابطة الأمريكية لكليات الطب الطبيعي ومعتمدة من قبل لجنة الشمال الغربي للكليات والجامعات ومجلس التعليم الطبي الطبيعي ولجنة الاعتماد للوخز بالإبر والطب الشرقي. ذكرت مجلة برينستون أن برنامج الطب الطبيعي حصل على معدل قبول بنسبة 82٪ بمتوسط معدل تراكمي يبلغ 3.38.

### عيادة الجامعة الوطنية للطب الطبيعي
المركز الصحي التابع للجامعة الوطنية للطب الطبيعي هو عيادة تعليمية حيث يعمل أطباء العلاج الطبيعي وأخصائي الوخز بالإبر مع الطلاب وتدريبهم. تملكها وتديرها الجامعة. يتميز المركز الصحي بوجود مكاتب طبية وخصوصية وقاعات اجتماعات ومختبر مرخص من الدولة.
يوجد بالجامعة أيضاََ العديد من العيادات المجتمعية، جنباََ إلى جنب مع الوكالات الأخرى وكعضو في تحالف العيادات المجتمعية، والذي يقدم رعاية طبيعية منخفضة التكلفة والوخز بالإبر في منطقة بورتلاند العاصمة. في عام 2013، قدمت عيادات الجامعة الوطنية للطب الطبيعي المجتمعية خدماتها لأكثر من 40.000 مريض.

## حرم الجامعة

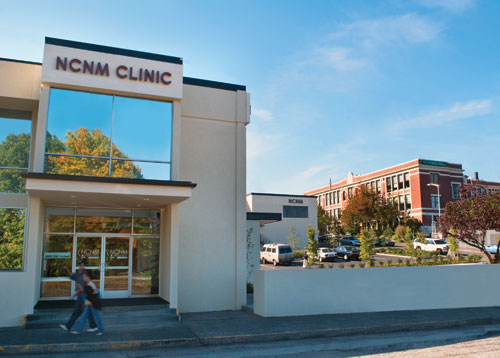
مركز NUNM الصحي (تم تصويره في عام 2009) هو العيادة التعليمية الأساسية للجامعة الوطنية للطب الطبيعي.

تم تشييد المبنى الرئيسي للجامعة الوطنية للطب الطبيعي في عام 1912 كمدرسة ابتدائية في نظام المدارس العامة في بورتلاند، واسمها Failing School. كان بديلاً لمبنى مدرسة خشبي شُيّدَ عام 1883 يحمل هذا الاسم، ويقع على بعد كتلتين من الأبنية، وتم هدمه في عام 1922. تم تصميم مبنى الجامعة الوطنية للطب الطبيعي من قبل وايتهاوس وفويلهوكس، الشركة المعمارية لموريس إتش وايتهاوس وجاك فويلهوكس. السِمَة المميزة هي الساعة الشمسية، بدلاً من الساعة التقليدية، التي تزين الواجهة الجنوبية بالقرب من السطح.
أغلقت Failing School في ربيع عام 1959، واستخدم المبنى من قبل مدارس بورتلاند العامة لبرنامج تدريب مهني للخريجين ابتداء من خريف عام 1959. وفي عام 1961، تمت إعادة تسمية هذا البرنامج باسم كلية بورتلاند المجتمعية وتم تغيير اسم المبنى إلى مركز تعليم الكبار. تم تجديد المبنى على نطاق واسع في عام 1964 لتوسيع البرامج المهنية في كلية بورتلاند المجتمعية. في عام 1971، تم بيع المبنى إلى كلية المجتمع بورتلاند، وتم تغيير اسمه لاحقاََ إلى مركز جزيرة روس.
في يونيو 1996، اشترت شركة بيل نايتو H. Naito Corporation، المبنى مع خطط مبدئية لتحويله إلى وحدات سكنية. قال بيل نايتو أن جزءاََ من دافعه كان إنقاذ الهيكل التاريخي. توفي نايتو فجأة في مايو 1996، وتم التخلي عن خطط تحويل المبنى. بعد بضعة أشهر، في سبتمبر 1996، باعت شركة نايتو المبنى للكلية الوطنية للطب الطبيعي.

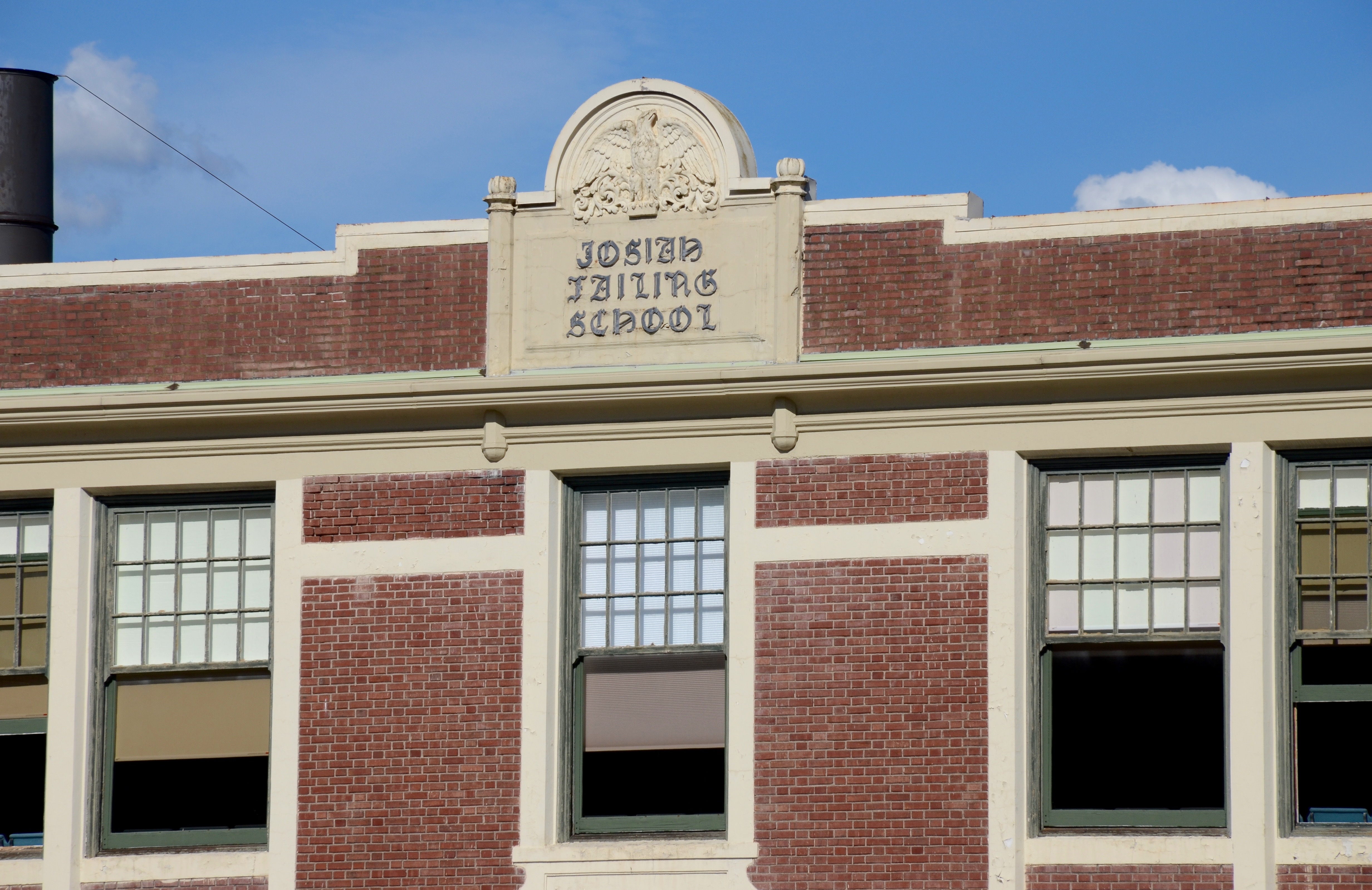
Failing School، لا تزال اللافتة في مكانها على خط السطح للمبنى الرئيسي للجامعة الوطنية للطب الطبيعي

## نقد
يُطلق على البحث الذي تم إجراؤه في المركز الوطني للطب الطبيعي إساءة استخدام أموال البحث، حيث تم منح 2.4 مليون دولار من 2005 إلى 2012 من قبل المركز الوطني للصحة التكميلية والتكاملية واستخدامها لدعم العلاجات غير المثبتة.

تم انتقاد منهج العلاج الطبيعي لتدريسه العلوم الزائفة والغش الصحي، حيث يتم تدريس دورات في المعالجة المثلية، والعلاج بالأعشاب، والوخز بالإبر، وغيرها من العلاجات البديلة دون أساس قوي من الأدلة على أنها «طب الرعاية الأولية».

## روابط خارجية
- الموقع الرسمي للجامعة